# John Walsh (homme politique, 1960)
Pour les articles homonymes, voir John Walsh et Walsh.
John Edward Walsh, né le 3 novembre 1960 à Butte (Montana), est un militaire et homme politique américain, membre du Parti démocrate. Il est notamment sénateur du Montana au Congrès des États-Unis de 2014 à 2015.

## Biographie
John Walsh est né et a grandi à Butte dans le Montana. Il s'engage dans la garde nationale du Montana de 1979 à 2012, où il atteint le grade de brigadier-général et dont il devient adjudant-général. Après son service en Irak en 2004-2005, il est décoré de la Bronze Star. Walsh est par ailleurs diplômé d'un baccalauréat universitaire ès sciences de l'université d'État de New York en 1990 et d'un master de l'Army War College en 2007.
Il devient lieutenant-gouverneur du Montana en janvier 2013, après la victoire de son binôme avec Steve Bullock aux élections de novembre 2012.
En février 2014, alors qu'il est candidat aux élections sénatoriales de novembre, Walsh est nommé au Sénat des États-Unis par Bullock pour remplacer Max Baucus, désormais ambassadeur en Chine. Les démocrates espèrent que cette nomination pourra les aider à conserver ce siège, détenu depuis 1978 par Baucus, et pour lequel le républicain Steve Daines semble favori,. À la fin du mois de juillet, un article du New York Times accuse Walsh de plagiat pour son mémoire de fin de master à l'Army War College. Deux semaines plus tard, sous la pression du Parti démocrate, Walsh annonce qu'il retire sa candidature,,. Au mois d'octobre, l'Army War College annonce que son diplôme lui est retiré pour plagiat.
John Walsh quitte le Sénat en janvier 2015, après avoir siégé moins d'un an, laissant son siège à Steve Daines.
En février 2016, il est nommé directeur de l'agence fédérale USDA Rural Development (en) pour le Montana.